# سبزقبای زمینی دم‌دراز
سبزقبای زمینی دم‌دراز(نام علمی: Uratelornis chimaera) نام یک گونه از تیره سبزقبای زمینی است.